# 高天原に神留坐す
『高天原に神留坐す』（たかまのはらにかむづまります）は、漫画家篠有紀子により、講談社発行の漫画雑誌『Kiss』に2003年No.8から2004No.19まで連載された漫画。単行本は講談社から全3巻が刊行されている。

## 概要
東京の片隅にある神社で働く人たちの話。女性の神主が主人公のドタバタ (?) コメディ。執筆に当たって作者は実際に神社を何度も取材しており、神社の日常が、ちょっと変わった人たちの愉快な日常として、万葉集から抜粋した和歌を挿入しながら、独特のテンポでほのぼのとリアリティをもって描かれている。

## 主な登場人物
大石ともえ（おおいし　ともえ）
野々木八幡宮に仕える女性の禰宜。動き易いからと、女性神職装束ではなく、男性用の狩衣を着ているので、中性的な美男子と間違えられることがよくある。冷静沈着に振る舞っているが、いつの間にか乗せられて道化になることも。なぜか、幼少時の記憶がない。
坂口敏郎（さかぐち　としろう）
野々木八幡宮に赴任したばかりの権禰宜。職員が一人病気で辞めたため、助っ人として来た青年。霊が見える体質。幼少のみぎりに大事な約束を交わしたともえが、自分と出会ったことすら忘れていることに呆れ、時々ともえをおちょくる行動にでる。
大石康平（おおいし　こうへい）
野々木八幡宮の宮司。57歳。ともえの父。説教好きだが、自分に対しては言葉と言動が伴わないことが多々ある。
紗香（さやか）
神社の多忙時にバイトの巫女を勤める女子高生。戸籍上はともえの従妹だが、実は養女で本当の両親のことを知らず、ともえを実の姉ではと思い、よく神社に遊びに来て、ともえと絡んでいる。最終回で皆に自身の出生の事情を告白される。
五十嵐（いがらし）
権禰宜。クマのような硬派な外見とは裏腹に現在彼女を募集中で、紗香に憧れを抱いているが、言い出せずにいる。
羽田真人（はねだ　まさと）
実習生。神職の資格を取るため、学校に通いながら見習いをしている。キリスト教に詳しいので、あだ名は｢ザビエル｣。
福禄寿三郎（ふくろく　じゅさぶろう）
氏子総代。88歳。月に一回、他の総代と神社に集まり、飲み会を開いている。
猪瀬宏（いのせ　ひろし）
ともえの大学時代の友人。オカルトエンターテイナーという肩書きで雑誌やテレビに出ている。突如、ともえの前に現れて求婚し、野々木八幡宮に波乱を巻き起こす。
ドン・タケシとタケシ軍団（どんたけし、たけしぐんだん）
境内に住みついているカラスのボスとその仲間。祝詞の大ファンで、羽田が練習に唱えている大祓詞に聴き入るのを日課としている。
ピエール龍（ぴえーるたつ）
境内に住みついている猫。宮司に懐いており、事実上宮司の飼い猫である。

## 書誌情報
- 篠有紀子 『高天原に神留坐す』 講談社 〈講談社コミックスキス〉、全3巻

1. 2004年2月13日発売、ISBN 978-4-06-340473-9
2. 2004年6月11日発売、ISBN 978-4-06-340490-6
3. 2004年12月13日発売、ISBN 978-4-06-340520-0